# Kleingœft
Kleingoeft es una localidad y comuna francesa, situada en el departamento de Bajo Rin en la región de Alsacia.
| 111 | 120 | 118 | 113 | 122 | 117 |
| Para los censos de 1962 a 1999 la población legal corresponde a la población sin duplicidades (Fuente: INSEE [Consultar]) |     |     |     |     |     |